# Tetsu Inada
Pour les articles homonymes, voir Inada.
Tetsu Inada (稲田 徹, Inada Tetsu), né le 1er juillet 1972 à Hachiōji, est un seiyū japonais qui travaille pour Aoni Production.

## Rôles

### Animation

#### Séries télévisées
1996
- Dragon Ball GT (Lude)

1999
- One Piece (Richie / Patty / Purin-Purin / Broggy / Mr. 1 / Jesus Burgess / Tilestone)
- Turn A Gundam (Harry Ord)

2001
- Tales of Eternia (Ifrit)
- Rave (???)

2002
- Bomberman Jetters (Oyabon)
- Daigunder (Bullion)
- Kiddy Grade (A-ou)
- Overman King Gainer (Shinjin)
- Kinnikuman Nisei (Anaconda / MAXman / Dead Signal / Ikemen Muscle)

2003
- Cromartie High School (Akira Maeda)
- Gunparade Orchestra (Ryuma Taniguchi)
- Hikarian Lightning Attack Express (E4 Power / Tokusha-tai Doctor)

2004
- Dan Doh!! (Takuya Akano)
- Gankutsuou (Maximilien Morrel)
- Samurai 7 (Katayama Gorobei)
- Yumeria (Ishikari-sensei)
- Yu-Gi-Oh! Duel Monsters GX (Mike)
- Zipang (Yosuke Kadomatsu)

2005
- Bleach (Sajin Komamura / Love Aikawa)
- Inu-Yasha (Mukotsu / Manten)
- Tsubasa Chronicle (Kurogané)
- Xenosaga: The Animation (Helmer)

2006
- Ayakashi: Japanese Classic Horror (Bake neko - Odajima)
- Buso Renkin (Saruwatari)
- Le Chevalier d'Eon (Louis XV)
- Nerima Daikon Brothers (Donabe)
- Rec (Aomori)
- Super Robot Wars Original Generation: Divine Wars (Elzam V. Branstein)

2007
- Bakugan Battle Brawlers (Apollonir / Fevnir)
- Bamboo Blade (Kenzaburō Ishibashi)
- Mobile Suit Gundam 00 (Barrack Zinin)
- Les Misérables: Shōjo Cosette (Gueulemer)

2008
- Ga-Rei: Zero (Kouji Iwahata)
- Yu-Gi-Oh! 5D's (Hideo Izayoi)

2009
- Bakugan Battle Brawlers New Vestroia (Apollonir / Fevnir)
- Chrome Shelled Regios (Gahard Vallen)
- Dragon Ball Z Kai (Nappa)
- Fullmetal Alchemist: Brotherhood (Roa)
- Kobato. (Iorogi / Kurogane)

2010
- Digimon Xros Wars (Kongoumon)
- Nurarihyon no Mago: Sennen Makyou (Haigo Keikain)

2011
- Fairy Tail (Brain / Zero)
- Mirai Nikki (Kurosaki Ryuuji)
- Oretachi ni Tsubasa wa Nai (Kakura Itami)

2012
- Cardfight!! Vanguard(Tetsu Shinjou)
- Sword Art Online (Corbatz)

2013
- Kill la Kill (Ira Gamagori)

2019
- Kemonomichi (MAO (Macadamian Ogre))

2017
- My Hero Academia (Endeavor)

2021
- Redo of Healer (Bullet)

2022
• yuusha, yamemasu (Edvard)
2023
- Valkyrie Apocalypse (Māra)

#### Films d'animation
- Mobile Suit Gundam (Wakkein)
- Mobile Suit Gundam III: Encounters in Space (Wakkein)
- Tsubasa Chronicle: Torikago no Kuni no Himegimi (Kurogané)

#### OVA
- Super Robot Wars Original Generation: The Animation (Rätsel Feinschmecker)
- Saint Seiya (Basilisk Sylphid)
- Tsubasa Tokyo Révélations (Kurogané)
- Tsubasa Shunraiki (Kurogané)

### Tokusatsu

#### Films
- Kamen Rider Decade, le film : All Riders vs. Dai-Shocker (Kamen Rider 1)
- OOO, Den-O, All Riders : Let's Go Kamen Rider (Kamen Rider 1)
- Gokaiger, Goseiger : La grande bataille décisive des 199 héros de Super Sentai (Doggie Kruger / DekaMaster)
- Kamen Rider × Kamen Rider, Fourze & OOO : MOVIE Taisen MEGA MAX (Kamen Rider 1)
- Kamen Rider × Super Sentai : Super Hero Taisen (Kamen Rider 1)
- Kamen Rider × Super Sentai × Uchuu Keiji : Super Hero Taisen Z (Kamen Rider 1)
- Super Hero Taisen GP : Kamen Rider 3 (Kamen Rider 1)
- Saber + Zenkaiger : SuperHero Senki (Doggie Kruger / DekaMaster)

#### V-Cinema / V-Cinext
- Tokusou Sentai Dekaranger : 10 YEARS AFTER (Doggie Kruger / DekaMaster)
- Space Squad : Tokusou Sentai Dekaranger VS Uchuu Keiji Gavan (Doggie Kruger / DekaMaster)
- Uchuu Sentai Kyuranger VS Space Squad (Doggie Kruger / DekaMaster)
- Tokusou Sentai Dekaranger 20th : Fireball Booster (Doggie Kruger / DekaMaster)

### Jeux vidéo
- Air Ranger: Rescue Helicopter (Bob)
- Atelier Iris: Eternal Mana (Mull)
- Aoi Namida (Kyotaro Kashiwagi)
- Call of Duty: Modern Warfare 2 (voix japonaise) (Général Sphepherd)
- Phantasy Star Zero ( Ogi)
- Xenoblade Chronicles 2 (Dromarch)
- Sdorica (Pang)